# Rekviem egy álomért (film)
A Rekviem egy álomért (eredeti cím: Requiem for a Dream) 2000-ben megjelent filmdráma Darren Aronofsky rendezésében. A forgatókönyvet Hubert Selby 1978-ban kiadott azonos című regény alapján Selby és Aronofsky írta. A mű négy különböző karakter drogfüggőségét, és fokozatos leépülését dolgozza fel, mialatt fokozatosan átcsúsznak a valóságból a kábítószer okozta képzelgés világába és az annak megszerzéséért folyó gyalázatos küzdelembe.

## Cselekmény
|  | Alább a cselekmény részletei következnek! |

A történet főszereplője anya és fia, Sara és Harry, Harry barátnője, Marion és Harry barátja, Tyrone. A regény és a film is három részből áll: nyár, ősz és tél.
A történet nyáron indul, Sara egész napját a televízió előtt, teleshop műsorokat nézve tölti. A folyamatos tévézés mellett a kelleténél többet eszik, ezért kicsit túlsúlyos. Nemsokára egy telefonhívást kap, miszerint szerepelni fog egy tévéműsorban, ettől kezdve gyökeresen megváltozik az élete, abban reménykedik, hogy pont abba a műsorba kapott meghívást, amelyet nap mint nap órákon át néz. Előkeresi a vörös ruháját, mely még Harry diplomaosztójáról maradt, barátnőjével több-kevesebb sikerrel vörösre festeti a haját is, és fogyókúrába kezd. Miután az akaraterőt igénylő grapefruitos diéta kudarcba fullad, felkeresi orvosát, aki amfetamintablettákat ír fel neki.
Harry későbbi látogatása során észreveszi édesanyja természetellenes sürgés-forgását, jókedvét, fogcsikorgatását, és könyörög neki, hogy ne szedje a gyógyszert. Sara szívszakító monológban elmagyarázza, hogy a férje halála, fia elköltözése után a televíziós szereplés, a tablettáktól történt sikeres fogyás végre értelmet adott életének, értelmet adott annak, hogy reggel valamiért felkeljen. Harry hazafelé a taxiban nyugtalanságán, csorgó könnyein egy újabb adag heroin belövésével kerekedik felül.
A történet másik két szereplője, Marion és Tyrone szintén heroinfüggők, bár a film elején ez még nem okoz nekik problémát. Marion nagy álma saját ruhaboltot nyitni, ahol végre a saját, egyedi tervezésű ruhaneműit tervezhetné, és kereskedhetne velük. Az ehhez szükséges indulópénzt a fiúk drogkereskedésből próbálják meg megszerezni.
Az ősz beköszöntével Sarán megjelennek a narkotikum első mellékhatásai. A tolerancia kialakulása miatt a felírt napi négy szemet megszegi, és párosával kezdi bevenni a tablettákat. Az egyre gyakrabban előforduló hallucinációk (dörömbölő hűtő) miatt felkeresi orvosát, aki csupán annyit mond, hogy az előírt adagot szedje. A függés miatt azonban már nem tud a dupla adagnál kevesebbet bevenni, következő képzelgésében már a régóta várt televíziós műsorba képzeli magát, aztán pedig a hűtőgépe támadja meg képzeletében.
Harryék álma is hamar szertefoszlik, Tyronékra lecsap a rivális drogbanda, majd a rendőrség letartóztatja. Az óvadék kifizetése felemészti a teljes eddig összegyűjtött tőkét, így a pénzgyűjtéshez elölről kell kezdeni a heroin árusítását, ám a leszámolások miatt kiürül a piac, néhány hónappal később pedig pénz és kábítószer híján az álmaik megvalósításai helyett a kínzó elvonási tünetekkel kell naponta megbirkózniuk, mely Harry és Marion kapcsolatát is pillanatok alatt tönkrevágja.
Az elviselhetetlen gyötrelmek miatt végül Marion átmeneti kölcsönért Harry tudta mellett lefekszik volt pszichiáterével, hogy aztán a pénzből tudjanak venni a napokon belül érkező szállítmányból, melyet az egyik nagy befolyású dealer árul karácsonyra a függőknek, a korábbi ár dupláján. Mikor Harryék megérkeznek, lövöldözés tör ki, a drogot végül nem „terítik”. Míg a sikertelen akció zajlik, Marion otthon szétzúzza a lakását, összetörve mindent, csak hogy bármit találjon, amivel ismét belőhet. Kínjában megiszik egy üveg torokszirupot.
Sara addikciója is tovább mélyül – tablettáit már hármasával, négyesével szedi. Legintenzívebb hallucinációjában a televízióból a szobájába „költözik” a tévéstúdió, a műsorvezető megszólítja, majd kövérségével és öregségével gúnyolja, melyen a körülötte ülő közönség hasát fogva szakad a nevetéstől. Ismét megtámadja a hűtő, majd kinyíló ajtajával be akarja kapni. Sara ijedtében kirohan a házból. (Az utolsó képkockán az üres szobát láthatjuk, a monoszkópot sugárzó tévével és a szétszórt pirulákkal.) Útközben a metrón magabiztosan újságolja mindenkinek, hogy szerepelni fog a tévében. Mikor Sarah beront a tévétársaság székházába, a megdöbbent alkalmazottak rendőrt hívnak, majd a rendőrök kihívják a mentőket.
Ekkor beköszönt a tél. Harry és Tyrone Floridába indulnak, hátha ott könnyebb szerezni heroint. Miközben Harry az autóban lövi be magát, észreveszi, hogy a karja elfertőződött, sebe napról napra nő, gyullad és gennyesedik. Folyamatosan romló állapota ellenére eszébe sem jut, hogy nem kellene átszúrni a sebet, közvetlenül a vérző sebbe böki a tűt. Mikor már nem bírja tovább a fájdalmat, kórházba mennek, ám az orvos kihívja a rendőrséget, és letartóztatják őket. A fogdából torkaszakadtából üvöltenek az elviselhetetlen elvonási tünetek és az elfertőződő kar lüktető fájdalma miatt.
Ezalatt Marion New Yorkban próbál meg ismét drogot szerezni. Felkeresi Big Tim dílert, hogy testét áruba bocsátva jusson a szükséges mennyiséghez. Big Tim szerint a következő vasárnap esedékes partin többet is kaphat némi szívességért, és bár a szót nem részletezi, nyilvánvaló, hogy ott is szexuális megaláztatás fogja érni. Marion visszautasítja a felajánlást, de Big – ismerve a drogfüggőket – „Viszlát vasárnap!”-pal köszön el.
Sara ideggyógyintézetbe kerül, ahol még mindig nem érti meg, hogy a televíziós meghívás csak telefonbetyárkodás volt, teljes beleéléssel meséli az orvosoknak, akiknek végül még az etetést is lekötözve, erőszakosan kell végezniük.
Harry a börtönből felhívja barátnőjét, melyben kölcsönösen megígérik egymásnak, hogy hamarosan találkoznak – miközben mindketten pontosan tudják, hogy ez teljesen lehetetlen. Semelyik fél sem említi meg, hogy valójában mi történt vele az elmúlt napokban, a beszélgetés felszínes és egyben tragikus.
A film utolsó szakaszában felpörögnek a vágások, az egyes történetszálak között egyre sűrűbb az oda-vissza váltás. Sarán semmilyen kezelés nem segít, ezért nagyon fájdalmas elektrosokkos terápiát kap. A New York-i fekete drogdíler Tyrone-t a déli fehér börtönőr gyűlöletében agyonveri és rabmunkára kényszeríti. Harryt átszállítják a börtön sebészetére, ahol a teljesen elfertőződött kezét amputálják. Marion megérkezik Big Tim partijára, ahol az egyik vendég végül a „segg seggel” mutatványra kényszeríti, amiben egy kétvégű műpéniszt kell mindkét nőnek a végbélnyílásába behelyezve egy asztalon táncolni.
A zárójelenetben a legelső kép látható ismét. Egy tengerparti móló végén áll Marion, Harry messziről észreveszi és odafut hozzá. Amint azonban odaér, Marion eltűnik, ő pedig lezuhan a mélybe. Ekkor riad fel rémálmából. Egy kórházi ágyon találja magát, levágott kézzel. Egy ápolónő nyugtatgatja, hogy eljön majd Marion, de Harry elkeseredve ordítja, hogy nem fog. Sarát meglátogatják volt barátnői az elmegyógyintézetben, ahol először láthatjuk más szereplők szemszögéből Sara kiégett, öreg, bamba arcát. A volt ismerősök a következő képen aztán az intézmény előtt egy padon ülve, összetörve, egymásnak borulva sírnak. Sarát végül egy ágyon, magzatpózban fekve látjuk, miközben az a bizonyos tévés szereplés jár a fejében. Tyrone utoljára a börtönágyán látható, elvonási tüneteivel még mindig küzdve, hangos nyögésekkel oldalára fordul, majd gyermekkori emlékeit és édesanyját felidézve magzatpózban próbál elaludni. Marionról az utolsó kép otthonának ágyán készült, a megalázó alakításáért járó heroin csomagot magához ölelve, magzatpózban fekszik, miközben a lakásban a mocsok és a szemét uralkodik el. Harry szintén így feküdne – levágott keze viszont ezt nem engedi. A film utolsó, persze fiktív képsora azt mutatja, ahogy Sara, lefogyva és a csinos piros ruháját viselve, valamint Harry, öltönyben és nyakkendőben együtt szerepelnek Sara kedvenc talkshowjában.
|  | Itt a vége a cselekmény részletezésének! |

## Szereplők
| Szerep              | Színész              | Magyar hang           |
| ------------------- | -------------------- | --------------------- |
| Sara Goldfarb       | Ellen Burstyn        | Kassai Ilona          |
| Harry Goldfarb      | Jared Leto           | Kaszás Gergő          |
| Marion Silver       | Jennifer Connelly    | Majsai-Nyilas Tünde   |
| Tyrone C. Love      | Marlon Wayans        | Kálid Artúr           |
| Tappy Tibbons       | Christopher McDonald | Gergely Róbert        |
| Mr. Rabinowitz      | Mark Margolis        | Kristóf Tibor         |
| Ada                 | Louise Lasser        | Tóth Judit            |
| Rae                 | Marcia Jean Kurtz    | Bokor Ildikó          |
| Mrs. Scarlini       | Suzanne Shepherd     | Várnagy Kati          |
| Arnold, pszichiáter | Sean Gullette        | Katona Zoltán         |
| Big Tim             | Keith David          | Barbinek Péter        |
| Déli orvos          | Dylan Baker          | Bordás János          |
| Postás              | Ajay Naidu           | Seder Gábor           |
| Tyrone anyja        | Denise Dowse         | Fabó Györgyi          |
| Dr. Spencer         | Ben Shenkman         | Bede-Fazekas Szabolcs |
| Nevető őr           | Hubert Selby, Jr.    | Rudas István          |
| Hank nagybácsi      | Stanley B. Herman    |                       |
| látogató            | Darren Aronofsky     |                       |

## Fordítás
- Ez a szócikk részben vagy egészben a Requiem for a Dream című angol Wikipédia-szócikk fordításán alapul.  Az eredeti cikk szerkesztőit annak laptörténete sorolja fel. Ez a jelzés csupán a megfogalmazás eredetét és a szerzői jogokat jelzi, nem szolgál a cikkben szereplő információk forrásmegjelöléseként.